# Cliidae
Cliidae zijn een familie van weekdieren uit de klasse van de Gastropoda (slakken).

## Geslachten
- Clio Linnaeus, 1767